# Nationaal Park Noordelijke Velebit
Nationaal park Noordelijke Velebit (Kroatisch: Nacionalni park Sjeverni Velebit) is een nationaal park in Kroatië. Het park werd opgericht in 1999 en is 109 vierkante kilometer groot. Het park omvat het noordelijke deel van het Velebit-gebergte; het landschap bestaat uit bergen, veel karstformaties (dolines) en bossen. In het park liggen twee strikte natuureservaten: Hajdučki kukovi en Rožanski kukovi, die sinds 2017 deel uitmaken van het Unesco-Werelderfgoed Oude en voorhistorische beukenbossen van de Karpaten en andere regio's van Europa.